# Karl Fredrik Mennander
Karl Fredrik Mennander (conosciuto anche come Carl Fredrik Mennander o semplicemente come C. F. Mennander; Stoccolma, 19 luglio 1712 – 22 maggio 1786) è stato un arcivescovo luterano svedese, vescovo di Turku, in Finlandia, dal 1757 al 1775 e, in seguito, Arcivescovo di Uppsala, primate della Chiesa di Svezia, dal 1775 alla sua morte.
Si iscrisse all'Università di Uppsala nel 1731 e conobbe il celebre botanico Linneo. Nel 1735 si recò in Finlandia, ad Åbo (Turku), e nella accademia cittadina terminò i suoi studi conseguendo il philosophiae magister. Restò presso Åbo per 15 anni, contribuendo al miglioramento dei servizi scolastici e sanitari.
Fu ordinato prete e divenne professore di fisica. Nel 1757, grazie all'appoggio del pastore Nils Idman, fu ordinato vescovo di Åbo, e nel 1775 fu eletto Arcivescovo di Uppsala. Si occupò molto delle questioni riguardanti l'Università di Uppsala e pubblicò molte dissertazioni. Alla sua morte, aveva messo insieme una notevole collezione di volumi.

## Successione apostolica
- Papa Clemente VII
- Vescovo Petrus Magni
- Arcivescovo Laurentius Petri
- Vescovo J.J. Vestrogothus
- Vescovo Petrus Benedicti
- Arcivescovo Abraham Angermannus
- Arcivescovo Petrus Kenicius
- Arcivescovo Olaus Martini
- Arcivescovo Laurentius Paulinus Gothus
- Vescovo Jonas Magni
- Arcivescovo Johannes Canuti Lenaeus
- Arcivescovo Johan Baazius il Giovane
- Arcivescovo Olov Svebilius
- Arcivescovo Erik Benzelius il vecchio
- Vescovo Jesper Svedberg
- Arcivescovo Johannes Steuchius
- Arcivescovo Karl Fredrik Mennander